# Lempäälä
Lempäälä – gmina w Finlandii, położona w południowo-zachodniej części kraju, należąca do regionu Pirkanmaa.

## Transport
- Lempäälä – stacja kolejowa

## Sport
- Lempäälän Kisa (w skrócie LeKi) – klub hokejowy

## Ludzie związani z Lempäälä
- Riikka Sarasoja – narciarka
- Maija Saarinen – narciarka

## Współpraca
- Ulricehamn, Szwecja
- Øvre Eiker, Norwegia
- Kerteminde, Dania
- Tapolca, Węgry